# Рододендрон золотистый
Рододе́ндрон золоти́стый (лат. Rhododéndron auréum), Кашкара́ — вечнозелёный кустарник, вид подсекции Pontica, секции Ponticum, подрода Hymenanthes, рода Рододендрон (Rhododendron), семейства Вересковые (Ericaceae).

## Название
Научное название вида — рододендрон золотистый — дано по характерному цвету его цветков. В Сибири известен под названием «кашкара́». В Тофаларии — «желтая кашкара́» и «улу́г каскара́», в Бурятии — «Пя́ндарва», в Туве — «алды́н кады́г-харага́н», в Монголии — «Алта́н Тэрэ́лж»

## История открытия

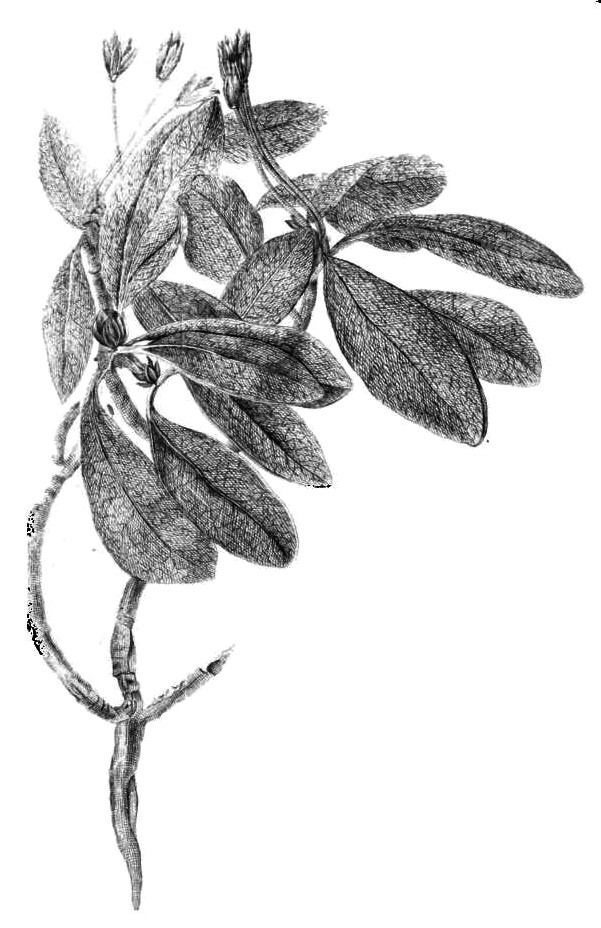
Первый рисунок рододендрона золотистого в научном издании «Flora Sibirica» И. Г. Гмелина (1796)

Этот довольно заметный вид, распространённый в горных районах Сибири и Дальнего Востока, был отмечен первыми академическими экспедициями в восточные районы России в XVIII веке. Так, в работе И. Г. Гмелина «Flora Sibirica» было дано обстоятельно описание вида и его распространения (на трёх страницах), а также рисунок ветви плодоносящего растения. И. Г. Гмелин отмечает, что вид встречается по р. Лене и до Охотского побережья, а далее, по сведениями Стеллера, есть и на Камчатке; также известен из района Нерчинска, на Байкале и на Становом хребте. К сожалению, несмотря на подробное описание, И. Г. Гмелин не предложил научного бинарного названия для вида. Его «название» выглядело так: «Andromeda foliis ovatis, vtrinque venosis, corollis campanulatis obliquis longissimis» (Андромеда с овальными листьями, с обеих сторон жилковатыми, с венчиком колокольчатым..).
Первым (как думали до середины XX века), кто узаконил вид был Пётр Симон Паллас. Он, сославшись на описание И. Г. Гмелина, назвал вид «Rhododendron chrysanthum», что по-русски значило «рододендрон золотистый». Описание Палласа в три раза «лаконичнее», чем у Гмелина и распространение приводится несколько иначе: «… in alpestribus jugis frigidissimis, silua destitutis montium Sajanensium, vt et Dauuriae, totiusque Sibiria Orientalia» (на альпйских холоднейших хребтах…Саянских гор, Даурии и по всей Восточной Сибири). До середины XX века в научной литературе широко употребляется название Палласа. Во «Флоре СССР» А. И. Пояркова впервые указывает, что ещё ранее (на 1 год) этот вид был описан другим исследователем — ботаником И. И. Георги (1775). Дословно повторив, как и Паллас, «название» (по сути — описание И. Г. Гмелина) Георги называет вид «Rhododendron aureum», что, также как и у Палласа, переводится на русский: «рододендрон золотистый». Впоследствии во всех научных изданиях, по правилу приоритета, стало использоваться название, предложенное И. И. Георги.

## Распространение

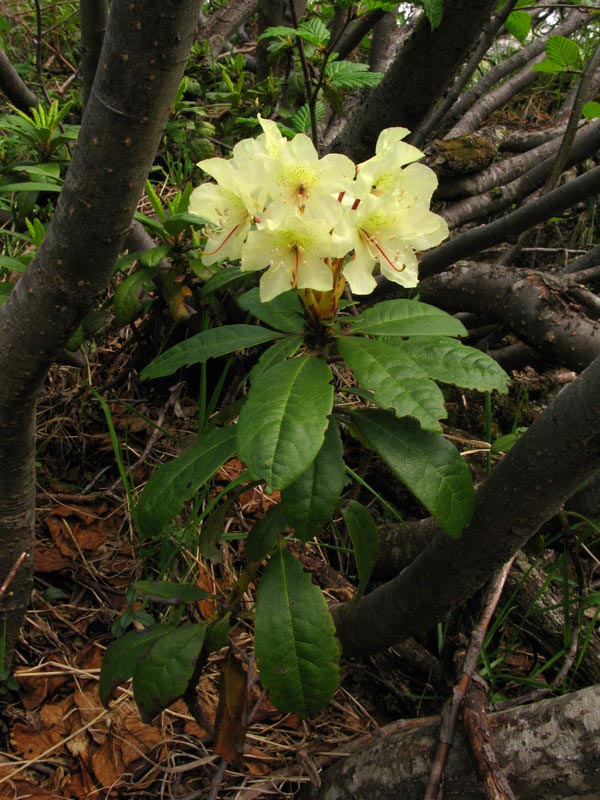
Цветущий побег рододендрона золотистого

Произрастает в Азии, в частности, в Прибайкалье и Забайкалье, в Саянах, на Алтае, востоке Якутии, изолированное местонахождение — в горах Путорана. На Алтае по данным А. С. Ревушкина чрезвычайно редок и отмечен только на крайнем северо-востоке горной системы: район Телецкого озера и Абаканский хребет. Фактически вид едва доходит до Алтая и имеет тут западный предел своего ареала.
На территории Дальнего Востока России распространён в Приморье, Приамурье, на Сахалине, Курилах, Камчатке и Чукотке.

## Экология
Рододендрон золотистый растёт в верхней части таёжного, субальпийском и альпийском поясах гор, по склонам и каменистым россыпям, курумникам, среди кедрового стланика (в Прибайкалье и на Дальнем Востоке), а в Саянах — совместно со стланиковой формой сибирского кедра; у верхней границы леса, в высокогорных тундрах, часто образует заросли, но может расти и одиночно на высотах 1000—1400 м н.у.м.,. Как пишет И. М. Красноборов (1976: 173) в Западном Саяне «… образует самостоятельные сообщества — рододендроновые моховые и лишайниковые тундры, а под пологом редкостойного субальпийского кедрового леса образует густой кустарниковый ярус.»
По свидетельству Б. К. Шишкина в циклонических районах Западного Саяна рододендрон золотитстый часто встречается значительно ниже верхней границы леса.
В Восточном Саяне также играет ландшафтную роль в условиях гумидного климата и избегает районов с резко континентальными условиями.
Для Алтае-Саянской горной области В. П. Седельников выделяет особую формацию растительности с доминированием рододендрона золотистого в покрове: зимне-зелёные кустарниковые тундры. Распространены они в горной системе к востоку от р. Енисей и представлены ассоциациями: лишайниково-рододендроновых тундр и филлодоцево-рододендронововых сообществ. Первые имеют двухъярусную вертикальную структуру: верхний ярус — чистые заросли рододендрона золотистого, в нижнем — лишайник Cladonia stellaris. В качестве незначительной примеси тут встречаются зубровка альпийская, брусника, овсяница сфагновая, осока Ильина. Филлодоцево-рододендроновые сообщества также имеют двухъярусную вертикальную структуру, но нижний ярус представлен доминирующим видом — филлодоце голубая со значительной примесью брусники, голубики, ветреницы нарциссоцветковой, бадана, иногда мохово-лишайниковый покров из плевроциума Шребера и кладонии звездчатой.
В Прибайкалье встречается в мшистых лесах верхней части лесного пояса и на влажных каменистых склонах в высокогорьях. На Дальнем Востоке приурочен к лиственничникам, каменноберезникам, хвойным и смешанным лесам у верхней границы; а также встречается в щебнистых и кустарничковых тундрах, в зарослях кедрового стланика. Р. В. Камелин сообщества с доминированием рододендронов (в частности рододендрона золотистого) выделяет в особый тип «Родореты» (Rhodothamnion eurasiaticum, Rhodoreta). Это «тип растительности холодноумеренных и умеренных горных флор Евразии, возникший, вероятно, в неогене и частично расширивший площади в плейстоцене».

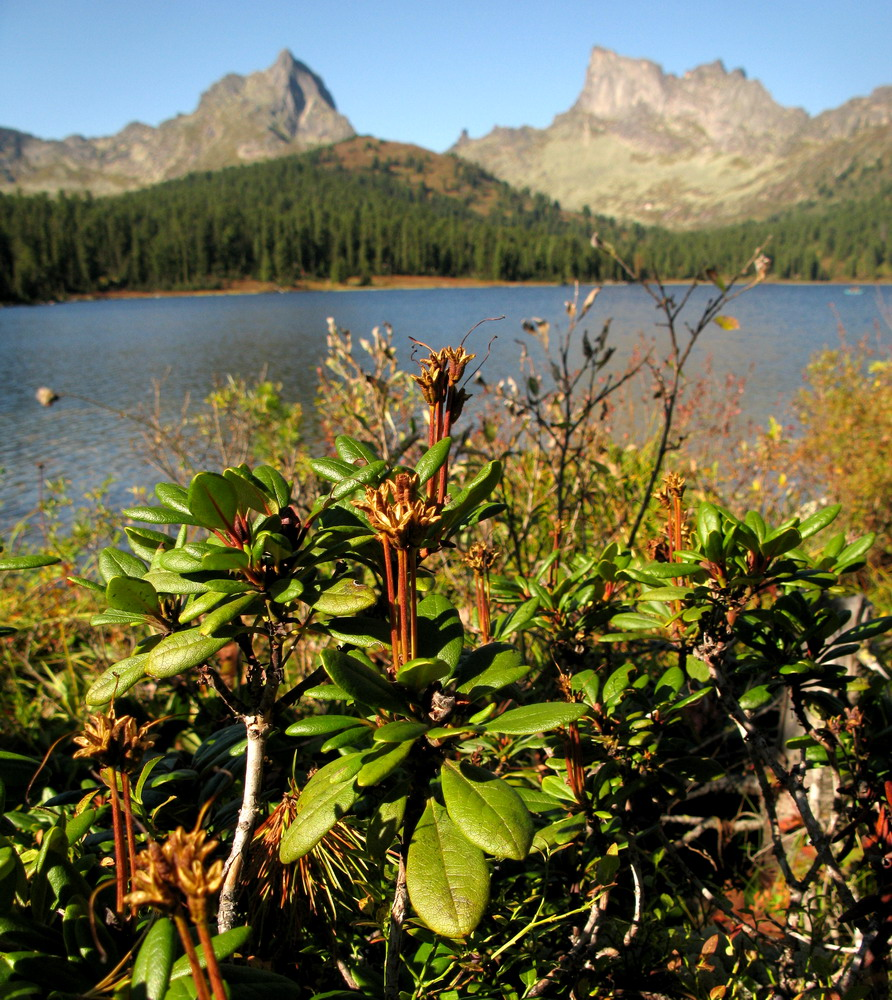
Плодоносящее растение на берегу озера Светлого в природном парке «Ергаки»

## Ботаническое описание

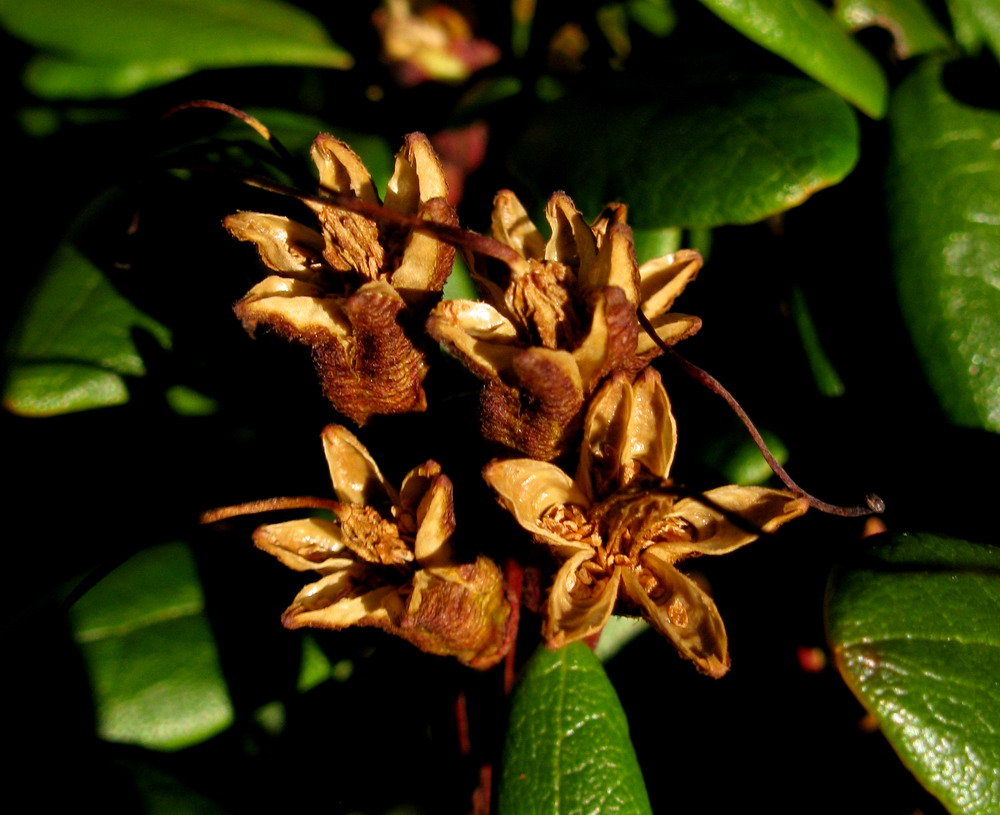
Плоды и семена

Кустарник от 30 до 60 см высотой (редко до 1 м)с прижатыми к почве и приподнимающимися тёмно-бурыми ветвями. Молодые ветви и черешки листьев коротко опушённые.
Листья вечнозелёные, эллиптические, слегка завёрнутые, от 2,5 до 8 см в длину при ширине от 1 до 2,5 см, плотные, кожистые, голые, сетчато-нервные, сверху тёмно-зелёные, блестящие, снизу — бледные, в основании клиновидно суженные, цельнокрайные. Черешки в четыре — пять раз короче листовых пластинок.
Цветки золотисто-жёлтые, 2,5-3 см длиной, диаметром до 4-5 см, широковоронковидные, собраны по три — десять в зонтиковидные соцветия на концах побегов. Венчик почти до половины надрезанный на яйцевидно-округлые лопасти. Тычиночные нити изогнутые, при основании опушённые. Пыльники до 2 мм длиной. Столбик также изогнутый, немного длиннее венчика. Завязь рыжевато-шерсистая. Цветоножки рыжевато-шерстистые, почти в полтора раза длиннее цветков, выходят из пазух эллиптических или яйцевидных пушистых чешуй, прикрывавших цветки в почке. Чашечка небольшая, рыжевато-шерстистая, с очень короткими, малозаметными зубчиками.
Плод — коробочка 1—1,5 см в длину, 4-6 мм диаметром, имеет цилиндрическую форму.
Цветёт в мае — июне и позднее.

## Числа хромосом
Вид малоизучен в кариологическом отношении. Исследованы растения с Дальнего Востока и Южной Сибири. В двух случаях (Западная и Южная Чукотка) 2n=26. В одном случае (Амурская обл., Зейский р-н, гора Бекельдеуль) 2n=52. Таким образом, по имеющимся данным вид представлен диплоидными и тетраплоидными расами. Диплоидные расы отмечены также на о. Сахалине и в Западном Саяне.

## Интродукция
Растение очень декоративное, но с трудом поддаётся введению в культуру. По данным Т. Н. Встовской испытывался в Абакане, Барнауле, Новосибирске и Красноярске. Везде неперспективен так как будучи высокогорным, холодолюбивым растением, страдает от высоких летних температур. Также отмечен необычный факт успешного выращивания вида на одном из личных участков под Красноярском. Более успешное введение в культуру осуществлено в Прибалтике. Здесь этот вид интродуцирован в 1959 г. в Ботаническом саду ЛГУ им. П. Стучки (Латвия, г. Рига), впервые зацвел в 1976 г. Таким образом и тут рододендрон золотистый успешно может быть выращен только при посеве семенами. В культуре зацветает на 10—17-й год жизни.
В Финляндии рододендрон золотистый выращивается очень редко, хотя экземпляры с хорошим происхождением, посаженные в подходящих для них местах, могут успешно расти практически на всей территории страны. В арборетуме Мустила лучше других прижилось растение камчатского происхождения. Цветёт не ежегодно. В Европе наиболее распространены клоны из северной части Японии.
В ГБС с 1965 года. Пятилетние сеянцы имеют высоту 0,06—0,08 м, обильно ветвятся. В 9 лет высота куста 0,14 м. Рост побегов наблюдается в первой половине мая и продолжается до начала сентября. Ежегодный прирост не превышает 2 см. Побеги одревесневают на 100 %. Зимостойкость молодых растений I (зимует под снегом).
В условиях Нижегородской области все попытки интродукции неудачны. Сеянцы растут крайне медленно и подвержены грибковым заболеваниям. Растения полученные из природы не приживались. Отмечено одно цветение в условиях оранжереи.
Выдерживает зимние понижения температуры до −26 °С.

## Значение и применение
Медоносное растение. Отлично посещается пчёлами и другими насекомыми для сбора нектара и пыльцы в течение всего дня.